# Robert Zander
Adolf Robert Zander (ur. 18 września 1895 w Lulei, zm. 29 czerwca 1966 w Göteborgu) – szwedzki piłkarz grający na pozycji bramkarza. W swojej karierze rozegrał 20 meczów w reprezentacji Szwecji.

## Kariera klubowa
W swojej karierze piłkarskiej Zander grał w klubach Örgryte IS z Göteborga i Redbergslids IK.

## Kariera reprezentacyjna
W reprezentacji Szwecji Zander zadebiutował 20 października 1918 roku w przegranym 1:2 towarzyskim meczu z Danią, rozegranym w Göteborgu. W 1924 roku zdobył ze Szwecją brązowy medal na igrzyskach olimpijskich w Paryżu. Od 1918 do 1926 roku rozegrał w kadrze narodowej 20 spotkań.